# Гнаденфельд (Кабардино-Балкария)
Гнаденфе́льд (нем. Gnadenfeld) — упразднённая колония в Прохладненском районе республики Кабардино-Балкария.

## География
Немецкая колония Гнаденфельд располагалась в западной части Прохладненского района, на левом берегу реки Ямансу. Находилось в 11 км к юго-западу от сельского центра Черниговское, в 12 км к западу от районного центра — Алтуд и в 48 км к северо-востоку от города Нальчик.
Граничило с землями населённых пунктов: Саратовский на юге, Эбен-Эцер на северо-западе, Черниговское на северо-востоке и Неволька на юго-востоке.
Населённый пункт располагался на наклонной Кабардинской равнине, в равнинной зоне республики. Рельеф местности на территории заброшенного заброшенного населённого пункта в основном представляет собой предгорные наклонные равнины с бугристыми возвышенностями. Средние высоты составляют 278 метров над уровнем моря.
Гидрографическая сеть местности представлена в основном родниковой рекой Ямансу протекавшей к югу от колонии и рекой Шакой протекавшей к северу. Местность богата родниковыми источниками и подземными водными ресурсами.

## Этимология
Ранее Гнаденфельд являлся распространённым топонимом в местах прежнего проживания и расселения российских немцев. В переводе с немецкого языка топоним означает — «светлое поле».

## История
Немецкая колония Гнаденфельд была основана в 1922 году немцами-переселенцами из Поволжья, напротив хутора Саратовский. В том же году колония была включена в состав Черниговского сельсовета Прималкинского района.
В 1941 году, с началом Великой Отечественной войны, немцы проживающие в колонии были депортированы в Среднюю Азию, из-за опасений, что они будут помогать захватчикам.
В 1946 году населённый пункт был упразднён и снят с учётных записей Прималкинского района.

## Население
По данным на 1926 год, в колонии проживало 94 человек. Основное население составляли поволжские немцы.
После их депортации, здесь в основном проживали переселившиеся сюда ранее из окрестных сёл и хуторов — кабардинцы и русские.

## Современное состояние
На сегодняшний день земля, на которой некогда располагалось Гнаденфельд, находится на территории сельского поселения Черниговское.
На территории упразднённого населённого пункта ныне сохранились развалины некоторых домов, а также дорога главной улицы и фруктовые сады поселенцев.